# Kościanki (powiat turecki)
Kościanki – wieś w Polsce położona w województwie wielkopolskim, w powiecie tureckim, w gminie Dobra. Wchodzą w skład sołectwa Strachocice-Kolonia.

## Historia
Pierwsza wzmianka o miejscowości pochodzi z 1392 roku. Dokument mówi o pochodzącym z tej miejscowości Laurenciusie, choć nie jest pewne, czy w tej sytuacji nie jest mowa o Kościankach w gminie Strzałkowo. Pewne dane pochodzą dopiero z XVII wieku. W 1669 roku Teresa Zalewska - córka Mikołaja Zalewskiego wojskiego sieradzkiego, żona Samuela Pstrokońskiego, została spłacona kwotą 15 tysięcy dukatów przez Marcjana Zalewskiego pisarza ziemskiego sieradzkiego, który był jej dziadkiem. Był to dodatek z dóbr miłkowickich, w których skład wchodziły Kościanki. W tym samym Andrzej ze Smarzewa Zaleski syn Marcjana Zalewskiego i Krystyny z Czarncy, dobra po zmarłym bracie Kazimierzu Zalewskim w tym wsie: Skęczniew, Kościanki, Strachockie Młyny i Skęcznówek sprzedał za 40 tysięcy złotych Annie z Tomic córce Jana Tomickiego i Doroty z Kuchar, wdowie po bracie Kazimierzu. W 1683 roku Andrzej Zalewski całe części dóbr Miłkowickich wraz z Kościankami, kupił od spadkobierców Kazimierza Zalewskiego. W 1684 roku zmarła Anna Tomicka wdowa po Kazimierzu Zalewskim, a żona Andrzeja Niemojewskiego klana bydgoskiego. Była siostrą księdza Damiana Teodora Tomickiego i księdza Apolinarego Tomickiego parocha (proboszcza) służewskiego. Spadek po niej im należny, w skład którego wchodziły Kościanki, Franciszek i Świętosław Tomiccy synowie Jana Tomickiego, których zmarła była ciotką, podarowali jej mężowi Andrzejowi Niemojewskiemu. On w 1686 roku sprzedał je za 40 tysięcy dukatów Maciejowi Konstantynowi Skarb-Waliszewskiemu, pisarzowi ziemskiemu sieradzkiemu. W 1688 roku ks. Apolinary Tomicki skwitował Andrzeja z Lubrańca Niemojewskiego z 6500 florenów, które należne mu były od ceny ich sprzedaży. Odebrał je bezpośrednio od nowego właściciela Kościanek. W 1720 roku Kościanki kupił Wojciech Mączyński herbu Świnka, syn Stanisława i Łubieńskiej - łowczy sieradzki, mianowany 26 listopada 1735 roku kasztelanem spicimierskim. Nabył je od braci Macieja, Jana, Aleksandra i Antoniego Radolińskich za 33 tysiące dukatów. W 1827 roku w należących do gminy Piekary i parafii Skęczniew Kościankach było dziewięć domów i 70 mieszkańców. Pod koniec XIX wieku wieś się wyludniła z nieznanych powodów. Żyły tam wówczas cztery osoby w jednym domu. Wraz z budową zbiornika Jeziorsko, część gruntów wsi została przez jego wody zalana..
W latach 1975–1998 miejscowość należała administracyjnie do województwa konińskiego.